# غوردون دوبسون
غوردون ميلر بورن دوبسون (بالإنجليزية: Gordon Miller Bourne Dobson)‏ ـ (25 فبراير 1889 ـ 11 مارس 1975) فيزيائي وعالم طقس بريطاني له أبحاث رائدة حول طبقة الأوزون. حصل على وسام رمفورد سنة 1942 «تقديراً لأبحاثه القيمة في فيزياء طبقات الجو العليا وتطبيقاتها على علم الطقس».
قام دوبسون بتطوير أول جهاز (مطياف ضوئي) لقياس الأوزون الموجود في طبقة الستراتوسفير. وسميت وحدة الدوبسون (بالإنجليزية: Dobson)‏ المستخدمة لقياس الأوزون في الجو باسمه.

## وصلات خارجية
- G.M.B.Dobson